# Gudemnis
Gudemnis – wieś w Armenii, w prowincji Sjunik. W 2011 roku liczyła 21 mieszkańców.